# Clypeodytes bufo
Clypeodytes bufo är en skalbaggsart som först beskrevs av Sharp 1890.  Clypeodytes bufo ingår i släktet Clypeodytes och familjen dykare. Inga underarter finns listade i Catalogue of Life.